# Marie Bílková
Marie Bílková byla od května 2013 do října 2014 generální ředitelkou Úřadu práce ČR, v letech 2017 až 2018 pak náměstkyně ministryně práce a sociálních věcí ČR a v letech 2020 až 2021 náměstkyně ministryně financí ČR.

## Život
Po absolvování Vysoké školy ekonomické v Praze pracovala ve špičkových zdravotnických zařízeních (Ústřední vojenská nemocnice a Institut hygieny a epidemiologie) v útvarech zajišťujících centrální nákup zdravotnické a laboratorní techniky a spotřebního materiálu. Od roku 1991 budovala kontrolní systém, nejdříve na Správě služeb zaměstnanosti a později jako ředitelka odboru interního auditu na Ministerstvu práce a sociálních věcí. Zároveň vytvářela školící programy pro řídící zaměstnance, auditory i kontrolory a podílela se na tvorbě zákonů zejména v částech věnovaných kontrole.
V roce 2007 ji ministr práce a sociálních věcí ČR Petr Nečas jmenoval vrchní ředitelkou Správy služeb zaměstnanosti. Z této pozice řídila i 77 úřadů práce. Funkci zastávala do sklonku roku 2009.
Následně pracovala jako poradkyně náměstků ministra financí ČR, kdy se věnovala řídícím a kontrolním systémům ve veřejné správě a veřejným rozpočtům. Posléze se stala ředitelkou odboru financování rozpočtových kapitol.
Od května 2013 ji ministryně práce a sociálních věcí ČR Ludmila Müllerová jmenovala generální ředitelkou Úřadu práce České republiky. Dne 24. října 2014 ji pak odvolala ministryně práce a sociálních věcí ČR Michaela Marksová. Důvodem byl rozdílný pohled na směřování úřadu a služeb zaměstnanosti.
Je expertkou hnutí ANO 2011, v první vládě Andreje Babiše působila jako náměstkyně ministryně práce a sociálních věcí ČR, a to od prosince 2017 do konce dubna 2018, kdy odešla zpátky na Ministerstvo financí. Její působení je spjato s úpravou dávek hmotné nouze, kdy prosazovala spojit příspěvek na bydlení s doplatkem na bydlení. Přijetí této legislativní úpravu může mít významné dopady na osoby, které jsou ohrožené sociálním vyloučením.
Od srpna 2020 působila jako náměstkyně ministryně financí ČR Aleny Schillerové. Ve funkci skončila v prosinci 2021.